# Zuzana Stromková
Zuzana Stromková (ur. 21 maja 1990 w Liptowskim Mikułaszu) – słowacka narciarka dowolna, specjalizująca się w slopestylu. Największy sukces w karierze osiągnęła w 2015 roku, kiedy zdobyła brązowy medal na mistrzostwach świata w Kreischbergu. Rok wcześniej wystąpiła na igrzyskach olimpijskich w Soczi, gdzie zajęła dwudzieste miejsce. Najlepsze wyniki w Pucharze Świata osiągnęła w sezonie 2013/2014, kiedy to zajęła 37. miejsce w klasyfikacji generalnej, a w klasyfikacji slopestyle'u była piąta. Występowała także w zawodach FIS Race oraz Pucharu Europy.

## Osiągnięcia

### Igrzyska olimpijskie
| Miejsce | Dzień     | Rok  | Miejscowość | Konkurencja | Wynik     | Zwyciężczyni | Źródło |
| ------- | --------- | ---- | ----------- | ----------- | --------- | ------------ | ------ |
| 20.     | 11 lutego | 2014 | Soczi       | slopestyle  | 24.40 pkt | Dara Howell  | [ 1 ]  |

### Mistrzostwa świata
| Miejsce | Dzień       | Rok  | Miejscowość   | Konkurencja | Wynik     | Zwyciężczyni    | Źródło |
| ------- | ----------- | ---- | ------------- | ----------- | --------- | --------------- | ------ |
| 16.     | 9 marca     | 2013 | Voss          | slopestyle  | 33.8 pkt  | Kaya Turski     | [ 2 ]  |
|         | 21 stycznia | 2015 | Kreischberg   | slopestyle  | 77.6 pkt  | Lisa Zimmermann | [ 3 ]  |
| 20.     | 19 marca    | 2017 | Sierra Nevada | Slopestyle  | 52,83 pkt | Tess Ledeux     | [ 4 ]  |

### Puchar Świata

#### Pozycje w klasyfikacji generalnej
| Sezon     | Miejsce | Punkty |
| --------- | ------- | ------ |
| 2011/2012 | 81      | 10     |
| 2012/2013 | 94      | 13     |
| 2013/2014 | 37      | 28     |
| 2014/2015 | 96      | 8,20   |
| 2015/2016 | 104     | 8,80   |
| 2016/2017 | 57      | 21,80  |

#### Pozycje w poszczególnych zawodach

##### Slopestyle
| Sezon 2011/2012                                                       |                       |                    |              |                     |        |        |        |        |        |        |         |         |         |         |         |         |         |         |         |
| Jyväskylä 25.02                                                       | Mammoth Mountain 4.03 | Punkty             | Punkty       | Punkty              | Punkty | Punkty | Punkty | Punkty | Punkty | Punkty | Pozycja | Pozycja | Pozycja | Pozycja | Pozycja | Pozycja | Pozycja | Pozycja | Pozycja |
| 4                                                                     | -                     | 50                 | 50           | 50                  | 50     | 50     | 50     | 50     | 50     | 50     | 8       | 8       | 8       | 8       | 8       | 8       | 8       | 8       | 8       |
| Sezon 2012/2013                                                       |                       |                    |              |                     |        |        |        |        |        |        |         |         |         |         |         |         |         |         |         |
| Ushuaia 7.09                                                          | Copper Mountain 12.01 | Silvaplana 9.02    | Soczi 13.02  | Sierra Nevada 23.03 | Punkty | Punkty | Punkty | Punkty | Punkty | Punkty | Punkty  | Punkty  | Pozycja | Pozycja | Pozycja | Pozycja | Pozycja | Pozycja | Pozycja |
| -                                                                     | 27                    | 9                  | -            | 8                   | 65     | 65     | 65     | 65     | 65     | 65     | 65      | 65      | 16      | 16      | 16      | 16      | 16      | 16      | 16      |
| Sezon 2013/2014                                                       |                       |                    |              |                     |        |        |        |        |        |        |         |         |         |         |         |         |         |         |         |
| Cardrona 25.08                                                        | Copper Mountain 21.12 | Breckenridge 10.01 | Gstaad 18.01 | Silvaplana 15.03    | Punkty | Punkty | Punkty | Punkty | Punkty | Punkty | Punkty  | Punkty  | Pozycja | Pozycja | Pozycja | Pozycja | Pozycja | Pozycja | Pozycja |
| 10                                                                    | 15                    | 8                  | 15           | 4                   | 90     | 90     | 90     | 90     | 90     | 90     | 90      | 90      | 13      | 13      | 13      | 13      | 13      | 13      | 13      |
| Legenda                                                               |                       |                    |              |                     |        |        |        |        |        |        |         |         |         |         |         |         |         |         |         |
| 1 2 3 4-10 11-30 31-100 wyniki anulowane - – zawodnik nie wystartował |                       |                    |              |                     |        |        |        |        |        |        |         |         |         |         |         |         |         |         |         |